# Vincent J. McMahon
Vincent James McMahon (Harlem, 6 de julho de 1914 – Miami, 24 de maio de 1984), mais conhecido por Vince McMahon, Sr., foi um promotor estadunidense de luta profissional. Ele também foi o fundador da WWE. 

## Vida
Filho de Jess McMahon, um ítalo-americano, que foi o maior promotor de boxe já existente, ele foi o fundador da WWE, nos anos 50, quando se chamava Capitol Wrestling Corporation, que dominou o wrestling naquele tempo na área norte dos EUA.
Em 1979, vendeu a sua empresa ao seu filho, Vince McMahon, administrador até hoje.

### Morte
Vincent J. McMahon faleceu em 24 de maio de 1984, aos 69 anos de idade; vitíma de câncer.

## Prêmios
- WWE
  - Fundador da WWE, enquanto Capitol Wrestling Corp. (1952)
  - Hall da Fama da WWE (1996)

- Outros prêmios
  - Madison Square Garden Hall of Fame (1984)